# Ludovico Camposampiero
Ludovico Camposampiero (Padova, XV secolo – Roma, 19 maggio 1521) è stato un ambasciatore e condottiero italiano, attivo alla corte dei Gonzaga di Mantova.

## Biografia
Figlio di Giannantonio Camposampiero, dovette abbandonare Padova per aver vendicato col sangue la morte del fratello Girolamo, morto in duello. Si rifugiò a Mantova alla corte dei Gonzaga, per conto dei quali fu ambasciatore presso diversi principi. Fu uno dei cortigiani fedeli al marchese Francesco II Gonzaga. Nel 1507 venne inviato in veste di ambasciatore presso papa Giulio II. Mentre si trovava a Roma, venne armato cavaliere dal papa e nel 1509 tornò a Mantova al comando di 100 cavalleggeri. Venne impiegato dal cardinale Sigismondo Gonzaga per trattare la liberazione del marchese di Mantova Francesco II, caduto nelle mani della Serenissima ed imprigionato a Venezia.
Dopo la morte di Francesco II Gonzaga nel 1519, il Camposampiero venne cacciato da Mantova e si rifugiò prima a Venezia e quindi a Roma.
Trovò la morte a Roma nel 1521, pugnalato da Enea Furlano da Cavriana davanti alla chiesa della Pace. Non del tutto estranea alla vicenda fu Isabella d'Este, vedova del marchese Francesco II Gonzaga.

## Discendenza
Ludovico sposò Elisabetta Da Porto di Vicenza, dalla quale ebbe due figlie:
- Ippolila
- Eleonora

Ebbe anche una figlia naturale, Giulia.